# Herb Dean
Herbert Dean, né en septembre 1970 et surnommé Herb Dean, est un arbitre professionnel américain d'arts martiaux mixtes (MMA) pour l'Ultimate Fighting Championship (UFC), ainsi qu'un ancien combattant.
Le président de l'UFC, Dana White, le commentateur de l'UFC, Joe Rogan, ainsi que de nombreux journalistes considèrent Herb Dean comme l'un des meilleurs arbitres en MMA et il a reçu à de multiples reprises le prix de l'arbitre de l'année. Il reste toutefois critiqué pour certaines de ses décisions.

## UFC et matchs notables
Lors de l'UFC 48, qui s'est tenu le 19 juin 2004, Dean arbitre un combat entre Tim Sylvia et Frank Mir pour le championnat vacant des poids lourds de l'UFC. Au bout de 50 secondes lors du premier round, Dean met un terme au combat lorsqu'il a vu l'avant-bras droit de Sylvia se casser à cause d'une clé de bras. Cela s'est avéré difficile, car Sylvia, qui essayait toujours de défendre la prise, s'est disputé avec lui pendant plusieurs secondes, malgré le fait que Dean lui ait dit "Stop, stop, stop ! Le combat est terminé !". Une fois libéré de la clé, Sylvia recommence à se disputer avec Dean et proteste, affirmant que son bras allait parfaitement bien. Dans l'interview d'après-combat, Sylvia nie de nouveau que son bras était cassé, mais la rediffusion au ralenti confirme bien une fracture, ainsi qu'une radiographie. Il s'ensuit une intervention chirurgicale et une longue convalescence. Sylvia admet plus tard qu'il savait que son bras était cassé et qu'il voulait continuer à se battre malgré cela, mais il remercie Dean d'avoir sauvé sa carrière en mettant fin au combat quand il l'a fait.
Lors de l'UFC 61, qui s'est tenu le 8 juillet 2006, Dean sert d'arbitre du match revanche très attendu entre Tito Ortiz et Ken Shamrock. À 1m18 au premier round, Dean intervient et arrête le combat après plusieurs coups de coude consécutifs sans réponse à la tête de Shamrock par Ortiz, donnant la victoire à Ortiz par TKO. Shamrock, visiblement en colère, proteste immédiatement contre la décision. Un troisième match revanche a eu lieu et Ortiz revendique à nouveau la victoire d'une manière très similaire, bien que Shamrock n'ait pas remis en question cette décision.
Le président de l'UFC, Dana White, déclare après l'UFC 109 et l'UFC 160, qu'il pense que Dean "est l'un des meilleurs arbitres dans ce domaine. En fait, je pense qu'il est le meilleur" en référence à son arrêt dans le combat entre Mike Swick et Paulo Thiago. Il ajoute qu'après l'arrêt par Dean de Mir contre Sylvia, il ne questionne plus Dean : "Quand Herb Dean semble faire une erreur, je ne le remets même plus en question. J'attends la rediffusion. Ce type voit des choses que je ne peux pas voir assis là à regarder le moniteur". Lors de l'UFC 169, Dean provoque une controverse sur son arrêt du main event Renan Barão vs. Urijah Faber pour le titre poids coq UFC. Le président de l'UFC, Dana White, critique ici Dean en disant: "Il a fait une erreur".
À l'UFC Fight Night : Hunt vs. Oleinik, Dean est fortement critiqué pour un arrêt tardif lors de son arbitrage d'un combat entre Khalid Murtazaliev et CB Dollaway. De nombreux fans se sont rendus sur Twitter par la suite, avec des critiques quasi universelles à l'égard de l'arrêt, le comparant à un récent arrêt tardif de son collègue arbitre Mario Yamasaki.
À l'UFC 235, Dean est critiqué par Dana White, après avoir accordé une victoire à Ben Askren par étranglement contre Robbie Lawler.
A l'UFC on ESPN: Whittaker vs. Till, Dean reçoit de nouvelles critiques pour son arrêt tardif d'un combat entre Francisco Trinaldo et Jai Herbert, et a une altercation avec le commentateur de l'UFC et ancien combattant Dan Hardy à propos de l'arrêt,.

## Récompenses
Dean a remporté le prix d'arbitre de l'année lors des World MMA Awards du magazine Fighters Only en 2010, 2011, 2012, 2013, 2014, 2018, 2019 (jusqu'à juillet 2020) et (juillet 2020)- 2021. Il concède uniquement le prix en 2015 à "Big" John McCarthy pour la première fois depuis l'introduction de la catégorie,,,,,.

## Palmarès en arts martiaux mixtes
| 5 combats      | 2 victoires | 3 défaites |
| Par KO         | 1           | 2          |
| Par soumission | 1           | 1          |
| Sur décision   | 0           | 0          |

| Résultat | Record | Adversaire      | Méthode                               | Événement                      | Date             | Round | Temps | Lieu                                  | Notes |
| -------- | ------ | --------------- | ------------------------------------- | ------------------------------ | ---------------- | ----- | ----- | ------------------------------------- | ----- |
| Défaite  | 2-3    | Dave Legeno     | TKO (blessure à l'œil)                | Cage Rage 22                   | 14 juillet 2007  | 1     | 5:00  | Londres, Angleterre                   |       |
| Défaite  | 2-2    | Choi Jung Gyu   | Soumission (Americana)                | Spirit MC 9                    | 8 octobre 2006   | 3     | 3:51  | Séoul, Corée du Sud                   |       |
| Victoire | 2-1    | Timothy Mendoza | TKO (coup de genou et coups de poing) | KOTC 39: Hitmaster             | 6 août 2004      | 2     | 3:31  | San Jacinto, Californie, États-Unis   |       |
| Défaite  | 1-1    | Joe Riggs       | TKO (soumission et coups de poing)    | Rage in the Cage 43: The Match | 18 janvier 2003  | 1     | 0:52  | Phoenix, Arizona, États-Unis          |       |
| Victoire | 1-0    | Randy Halmot    | Soumission (étranglement arrière)     | Gladiator Challenge 6          | 9 septembre 2001 | 1     | 0:43  | Atlantic City, New Jersey, États-Unis |       |